# 恵果

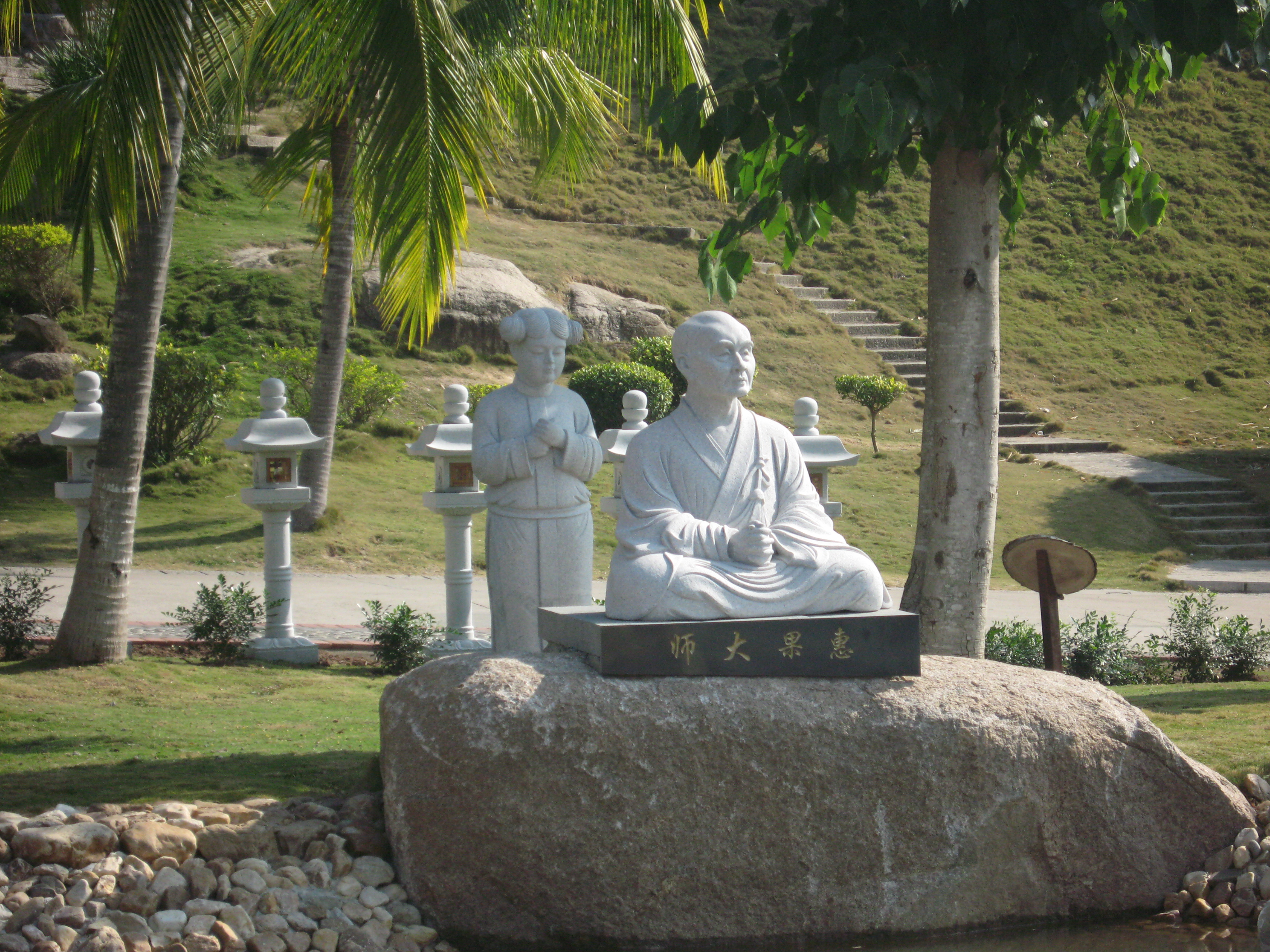
恵果大師像（海南省三亜市空海記念苑）

恵果（えか/けいか）は、中国唐代の密教僧で日本の空海の師。俗姓は馬氏。長安の東にある昭応県（現在の臨潼区）の出身。真言八祖の第七祖。真言八祖像として描かれる際は、童子を従えた姿に描かれることになっている。

## 業績
出家した後、不空に師事して金剛頂系の密教を、また善無畏の弟子玄超から『大日経』系と『蘇悉地経』系の密教を学んだ。『金剛頂経』・『大日経』の両系統の密教を統合した第一人者で、両部曼荼羅の中国的改変も行った。長安青龍寺に住して東アジアの様々な地域から集まった弟子に法を授けた。また、不空に七歳のときその才覚を見出された恵果は育てられ、十五歳のときには霊能力を得るに至る。その噂を聞いた時の皇帝代宗は恵果を宮中に呼び、疑滞あり願わくはそれを解くようにと命じた。恵果は六歳の童子に大自在天を降ろすと、童子は皇帝の過去現在未来を答えた。驚嘆した皇帝は恵果に帰依し寄進をした。これにより、代宗・徳宗・順宗と3代にわたり皇帝に師と仰がれた。

## 弟子
- 六大弟子
  - 剣南の惟上。
  - 河北の義円。金剛一界を伝授。
  - 新羅の恵日。
  - 訶陵の辨弘。胎蔵一界を伝授。
  - 青竜の義明。唐朝において灌頂の師となったが、早世した。
  - 日本の空海。両部を伝授。真言宗の開祖。

## 空海とのかかわり
延暦23年（804年）5月12日、第十八次遣唐使船に乗った空海は難波津を出発して唐へ渡航した。空海一行は苦難の末、12月23日に長安に入り、寄宿舎先となる西明寺で般若三蔵のもとサンスクリットに磨きをかけ、延暦24年（805年）6月12日に般若の紹介で、仲間と共に恵果を訪ねる。空海の才能と気概を知ることとなっていた般若から話を聞いていた恵果は、すぐさま空海が自らの正嫡に価する法器であることを見抜き、翌日に胎蔵界の「受明灌頂」を授け、7月上旬に金剛界の「受明灌頂」を授け、8月10日には阿闍梨位に上る「伝法灌頂」を行った。そして、恵果は宮中の絵師たちに、両界曼荼羅図や密法具の製作を命じ、不空から授かったものや自分の付嘱物を空海に与え、「この法をすぐに日本に持ち帰りそれを弘めなさい、それが私への報恩になる」と諭した。
その後すぐの12月15日、恵果は自坊の東塔院で没した。空海に、ぎりぎりのところで恵果のすべてを授けることができたのであった。翌年正月16日、遺骸は場外の龍原にある不空の塔の側に埋葬され、弟子を代表して空海がその碑文「大唐神都青龍寺故三朝国師灌頂阿闍梨恵果和尚之碑」を撰した。
空海は師の埋葬を見届け、手配していた曼荼羅ほかの品々も全てできあがった2月中旬から下旬には長安を発った。

## 墓所

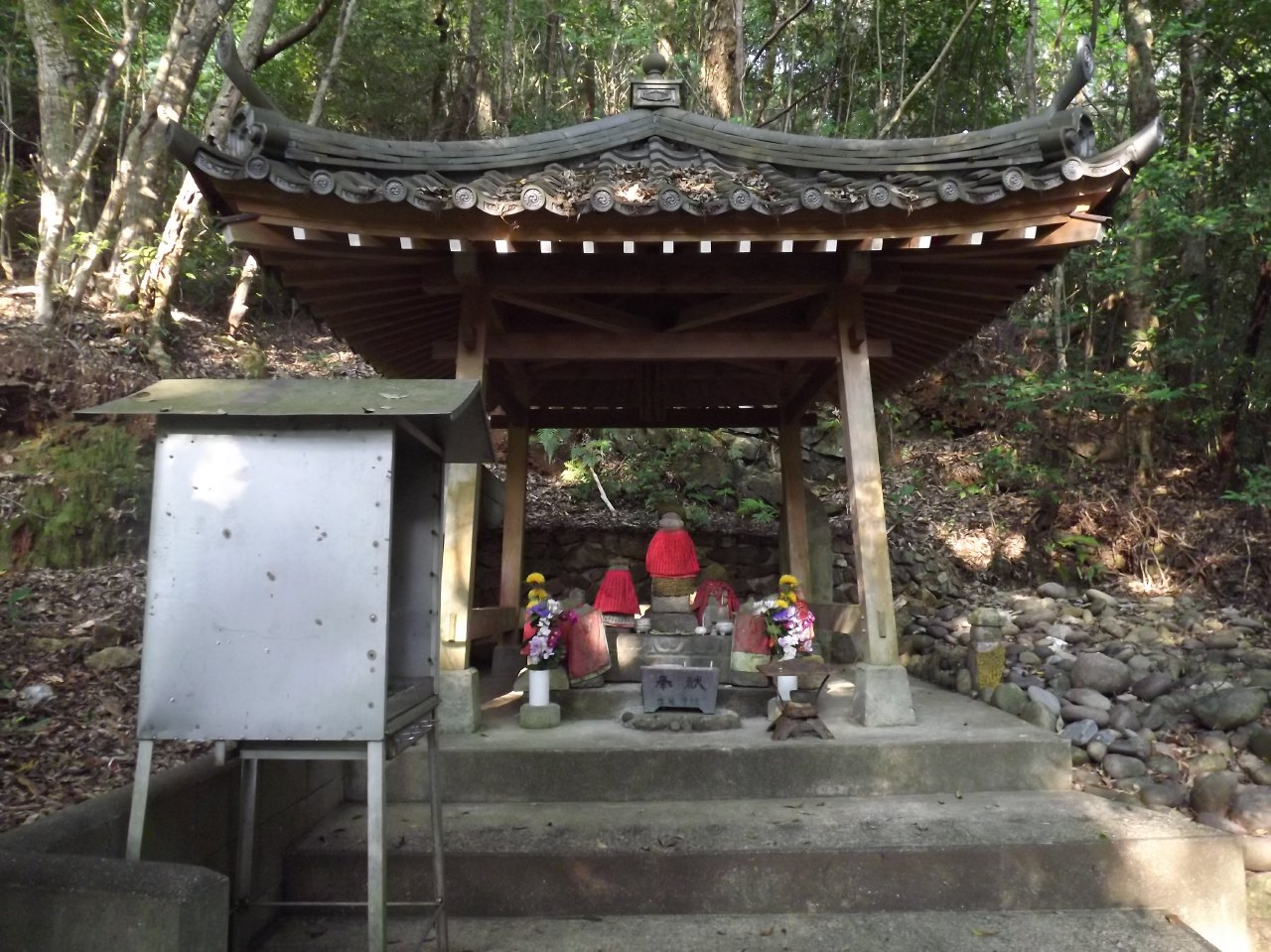
高知県の青龍寺にある恵果の墓

西安郊外の青龍寺にあるが、高知県の青龍寺にも分骨墓がある。